# Cristo di Rio
Cristo di Rio è un singolo del cantautore italiano Max Gazzè e del rapper italiano Carl Brave, pubblicato il 22 aprile 2022.

## Descrizione
Max Gazzè e Carl Brave tornano a collaborare insieme dopo il singolo Posso.

## Video musicale
Il videoclip del brano, diretto Fabrizio Conte, è stato pubblicato il 29 aprile 2022 sul canale YouTube di Max Gazzè. Nel video i cantanti interpretano due narcos giocando con gli stereotipi delle serie tv e del cinema crime.

## Tracce
Testi e musiche di Carlo Luigi Coraggio.
1. Cristo di Rio – 3:34